# Acacia adenophora
Acacia adenophora é uma espécie de leguminosa do gênero Acacia, pertencente à família Fabaceae.